# Свято Трійці (монета)
«Свя́то Трíйці» — пам'ятна монета номіналом 5 гривень, випущена Національним банком України, присвячена одному з найбільших християнських свят на честь Трійці, яке святкують на 50-й день після Великодня (П'ятидесятниця, Зелені свята).
Монету введено в обіг 14 травня 2004 року. Вона належить до серії «Обрядові свята України».

## Опис монети та характеристики
| Номінал грн. | Метал      | Маса, г | Діаметр, мм | Якість виготовлення | Гурт     | Тираж, штук |
| ------------ | ---------- | ------- | ----------- | ------------------- | -------- | ----------- |
| 5            | нейзильбер | 16,54   | 35,0        | звичайна            | рифлений | 50 000      |

### Аверс
На аверсі монети зображено вінок-оберіг із квітів, усередині якого розміщено малий Державний Герб України, а над ним рік карбування монети — «2004». Зліва і справа — стилізовані житні колоскі, маківки та волошки. Під вінком розміщено написи — «УКРАЇНА», «5», «ГРИВЕНЬ».

### Реверс

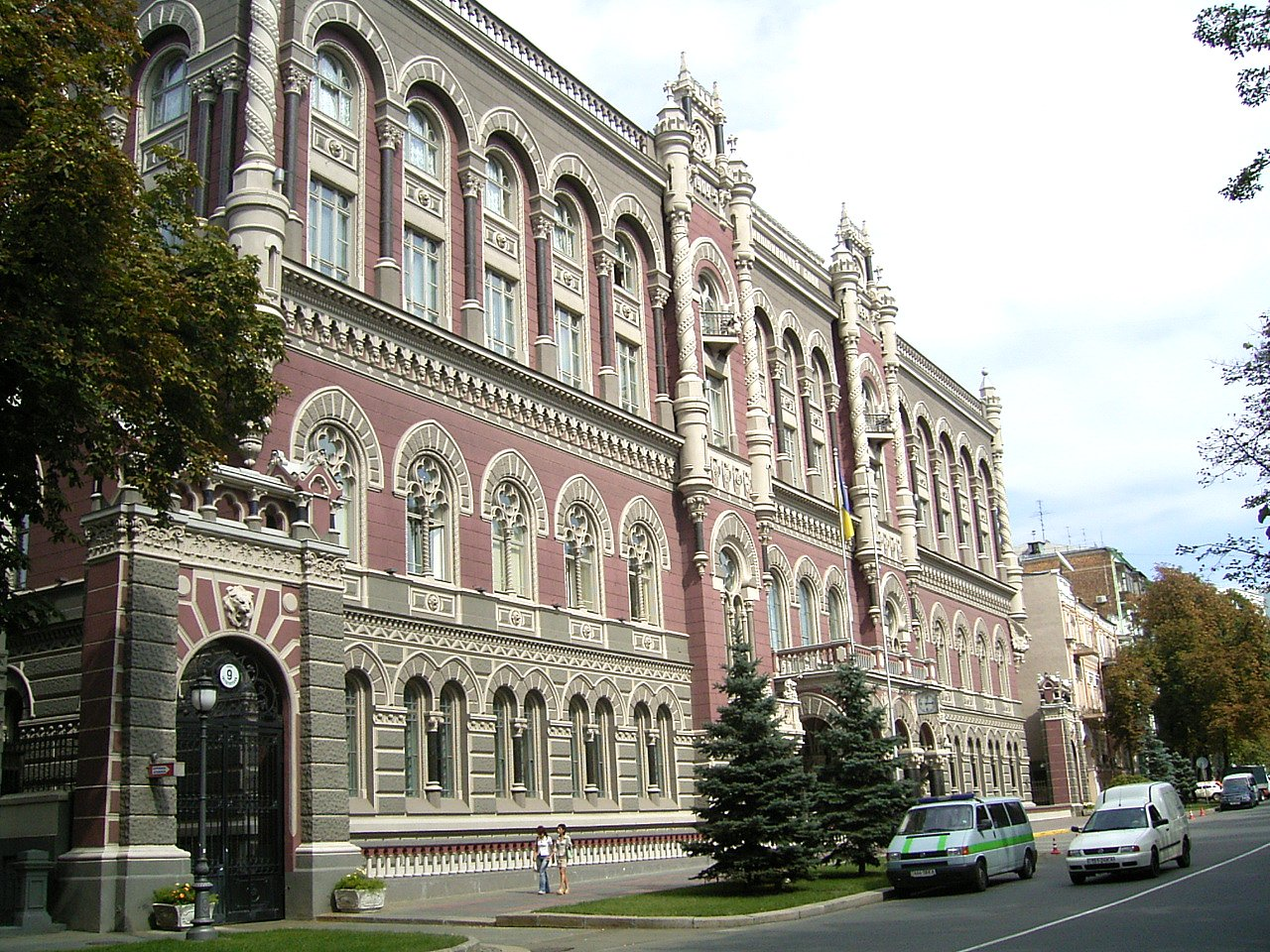
Будівля Національного банку України

На реверсі монети зображено гурт дівчат, прикрашених квітами, стрічками, вінками, серед яких центральна постать — «дівчина-тополя». Угорі над гуртом — символічне зображення святої Трійці, по обидва боки від якого півколом розміщено напис: «СВЯТО ТРІЙЦІ».

## Автори
- Художник — Кочубей Микола.
- Скульптор — Чайковський Роман.

## Вартість монети
Ціну монети — 5 гривень встановив Національний банк України у період реалізації монети через його філії в 2004 році.
Фактична приблизна вартість монети з роками змінювалася так:
| Рік        | 2010 | 2011 | 2012 | 2013 | 2014 | 2015 | 2016 | 2017 | 2018 | 2019 | 2020 | 2021 | 2022 | 2023 | 2024 | 2025 |
| ---------- | ---- | ---- | ---- | ---- | ---- | ---- | ---- | ---- | ---- | ---- | ---- | ---- | ---- | ---- | ---- | ---- |
| Ціна, грн. | 60   | 60   | 60   | 70   | 65   | 85   | 110  | 120  | 130  | 130  | 135  | 150  | 160  | 380  | 430  | 440  |